# Xyphinus hystrix
Xyphinus hystrix är en spindelart som beskrevs av Simon 1893. Xyphinus hystrix ingår i släktet Xyphinus och familjen dansspindlar.
Artens utbredningsområde är Singapore. Inga underarter finns listade i Catalogue of Life.